# 카미유 게랭

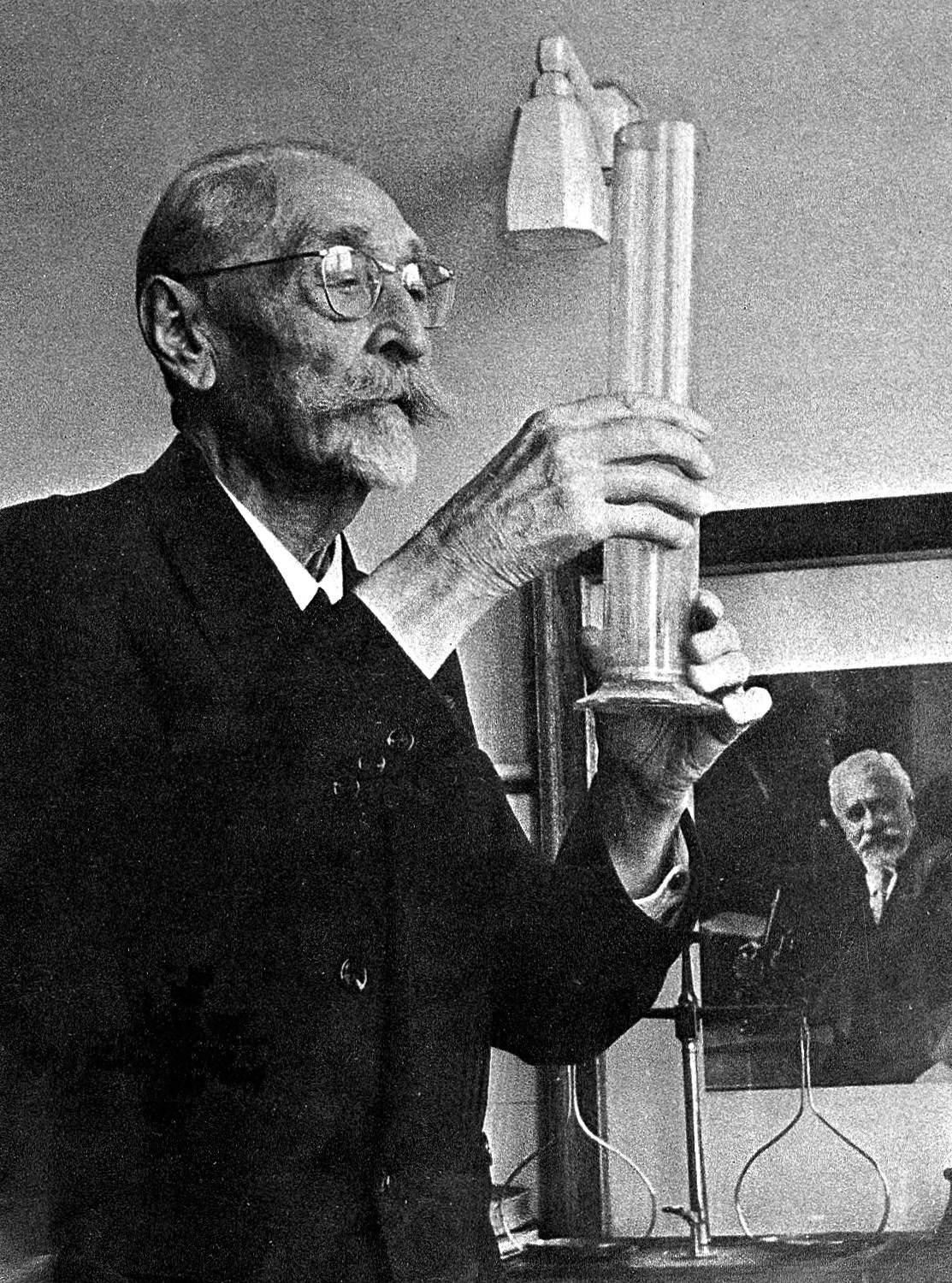
알베르 칼메트 초상화 곁에 있는 게랭

장마리 카미유 게랭(프랑스어: Jean-Marie Camille Guérin, 1872년 12월 22일 ~ 1961년 6월 9일)은 프랑스의 의사이다.
알베르 칼메트와 함께 BCG를 발견하였다. 여러 가지 연구 끝에 결핵에 대해서 면역이 되는 균을 얻었는데, 이것을 '칼메트와 게랭의 균' 즉 BCG라 하였다.